# Eublemma chopardi
Eublemma chopardi är en fjärilsart som beskrevs av Emilio Berio 1954. Eublemma chopardi ingår i släktet Eublemma och familjen nattflyn. Inga underarter finns listade i Catalogue of Life.